# Helloo
helloo é uma empresa brasileira que atua no segmento de mídia digital out of home (OOH). Fundada em 2015, integra o Grupo ALLOS e tem foco em soluções de comunicação digital para ambientes de grande circulação.

## História
A helloo foi fundada em outubro de 2015 por Felipe Forjaz, Marcos Lage Gozzi, Allan Urel e Luciano Serra. A proposta inicial consistia em utilizar telas instaladas em elevadores residenciais para exibir, simultaneamente, comunicados internos dos condomínios e conteúdos publicitários. O nome “helloo” foi concebido como uma saudação informal, fazendo referência ao contato direto com o público durante o uso do elevador.
Sua primeira tela foi instalada em janeiro de 2016, no Edifício Victória, localizado em Alphaville, no estado de São Paulo. Em 2018, a empresa já contava com mais de mil telas instaladas, o que chamou a atenção da administradora de shoppings brMalls.
Em setembro de 2021, a brMalls adquiriu integralmente a helloo, integrando suas soluções de mídia ao ambiente dos centros comerciais. Após a fusão entre brMalls e Aliansce Sonae, a empresa passou a fazer parte do Grupo ALLOS, considerado um dos maiores do setor na América Latina.

## Atuação
A helloo desenvolve e opera soluções de mídia digital out of home em diferentes ambientes, como elevadores residenciais, shopping centers e aeroportos. Sua atuação abrange mais de 15 mil elevadores em condomínios, mais de 100 shoppings no Brasil e 17 aeroportos sob concessão da Aena, incluindo o de Congonhas, em São Paulo, por meio de uma parceria com a empresa NEOOH.
A empresa atende tanto grandes anunciantes quanto pequenos e médios empreendedores, utilizando dados comportamentais obtidos em seus pontos de presença para segmentar campanhas com maior precisão. Além disso, a helloo mantém uma operação dedicada à criação de experiências interativas em elevadores e espaços comerciais.